# Poommanus Jankem
Poommanus Jankem (* 1989) ist ein ehemaliger thailändischer Leichtathlet, der sich auf den Sprint spezialisiert hat.

## Sportliche Laufbahn
Erste internationale Erfahrungen sammelte Poommanus Jankem im Jahr 2008, als er bei den Juniorenasienmeisterschaften in Jakarta mit 10,71 s in der ersten Runde im 100-Meter-Lauf ausschied und mit der thailändischen 4-mal-100-Meter-Staffel in 40,31 s die Silbermedaille gewann. Anschließend gelangte er mit der Staffel bei den Juniorenweltmeisterschaften in Bydgoszcz bis ins Finale und belegte dort in 40,28 s den achten Platz. 2010 nahm er an den Asienspielen in Guangzhou teil und sicherte sich dort in 39,09 s gemeinsam mit Wachara Sondee, Jirapong Meenapra und Sittichai Suwonprateep die Bronzemedaille hinter den Teams aus der Volksrepublik China und Taiwan. Im Juni 2015 bestritt er in Pathum Thani seinen letzten offiziellen Wettkampf und beendete damit seine aktive sportliche Karriere im Alter von 26 Jahren.

## Persönliche Bestleistungen
- 100 Meter: 10,44 s, 11. Dezember 2012 in Chiang Mai
- 200 Meter: 22,32 s (0,0 m/s), 9. Juli 2010 in Biberach an der Riß